# Fernand Holweck

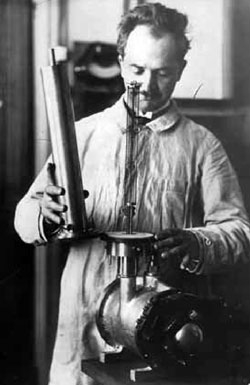
Fernand Holweck beim Aufbau einer Triode

Fernand Holweck (* 21. Juli 1890 in Paris; † 24. Dezember 1941 ebenda) war ein französischer Physiker und Widerstandskämpfer.

## Leben
Holweck wurde am 21. Juli 1890 in einer elsässischen Familie geboren. Er studierte an der ESPCI, wo er als Bester abschloss und persönlicher Assistent von Marie Curie wurde. Während seiner Militärzeit arbeitete er unter Leitung von Gustave-Auguste Ferrié an der Radiostation des Eiffelturms.
1913 trat er in das Labor von Marie Curie am Radium-Institut ein.
Im Ersten Weltkrieg arbeitete er zusammen mit Maurice de Broglie am Marineforschungszentrum in Toulon unter Paul Langevin über Ultraschall zur Erkennung von U-Booten. 1919 kehrte Holweck an das Radium-Institut zurück, wo er 1922 seinen Doktortitel machte. Später wurde er chef de travaux an der Universität von Paris. 1938 wurde er Leiter der Forschungsabteilung des CNRS.
1941 engagierte sich Holweck in der Résistance für die Beschaffung von falschen Papieren. Er wurde am 11. Dezember 1941 von der Gestapo im Gefängnis La Santé inhaftiert und starb unter der Folter am 24. Dezember 1941.
Am 26. Juli 1919 heiratete er in Toulon die aus Korsika stammende Jacqueline Marcelli. Er ist der Vater der Schriftstellerin Agnès Rouzier.

## Forschung
Fernand Holweck begründete 1920 für seine spätere Doktorarbeit die Kontinuität zwischen der UV- und Röntgenstrahlung. Für seine Experimente baute er eine neuartige Molekularpumpe, die Holweckpumpe. Der wesentliche Unterschied gegenüber der von Wolfgang Gaede im Jahr 1913 patentierten Molekularpumpe ist die Einführung von zwei spiralförmigen Kanälen im Stator (ein rechtsgängiger und ein linksgängiger Spiralkanal → „zweiflutig“), die sich im Zentrum des Stators treffen und zum Vakuumflansch führen. Um eine ausreichend hohe Effizienz dieser Pumpenkonfiguration zu gewährleisten, wurde die Querschnittshöhe der Spiralgänge und das Spaltmaß zwischen dem Stator und der Oberfläche des unprofilierten, zylindrischen Rotors gering ausgelegt (~ 1 mm). Er erreichte damit bei 4500 Upm ein Vakuum von ca. 1 mPa. Holweck war der erste Wissenschaftler, der diese noch heute in Turbomolekularpumpen als Teilstufe eingesetzte Art der Molekularpumpe konstruierte, im Jahr 1923 patentierte und für die wissenschaftliche Praxis einsetzte.
Im Jahr 1923 experimentierte er mit einem leistungsstarken Sender an der Spitze des Eiffelturms. Mit Pierre Lejay schaffte er es, mit einem inversen Pendel in einer evakuierten Glasampulle die Schwerkraft mit hoher Genauigkeit zu bestimmen.
1926 entwickelte er mit Édouard Belin eines der ersten Fernsehgeräte. Außerdem gehört er zu den Ersten, die sich mit den Wirkungen elektromagnetischer Strahlung auf lebende Zellen beschäftigten.

## Ehrungen
Fernand Holweck erhielt 1936 den seit 1921 vergebenen und mit 100.000 Francs dotierten Albert-I.-Preis für seine Leistungen auf dem Gebiet der apparativen Gravitationsmessung.

## Nachwirkung
Zur Erinnerung an Holweck stifteten die Société française de physique und das Institute of Physics 1945 den Holweck-Preis, der seit 1946 jährlich verliehen wird. 1986 wurde eine Straße in Paris nach ihm benannt und 1988 ein technisches Gymnasium, das auch ein kleines Holweck-Museum unterhält.